# یورون ۵۷۸۴
سیارک ۵۷۸۴ (به انگلیسی: 5784 Yoron، نامگذاری:1991CY) پنج هزار و هفتصد و هشتاد و چهارمین سیارک کشف شده‌است که در ۹ فوریه ۱۹۹۱ کشف شد.